# Mario Bredo
Mario Bredo (fl. XX secolo) è stato un calciatore italiano, di ruolo difensore.

## Carriera
Giocò nella Pro Vercelli nel campionato di Divisione Nazionale 1928-1929 disputando 4 partite.
Nel 1934 il Fascio Sportivo Savoia di Torre Annunziata, lo acquista dalla Pro Vercelli